# 1963 في السعودية
تحتوي هذه المقالة على أهم الأحداث التي شهدتها السعودية في 1963، إضافة إلى أهم الشخصيات السعودية التي وُلدت أو تُوفيت في هذه السنة.

## السياسة

### الحكم
الملك: سعود بن عبد العزيز آل سعود

### تعيينات
- سلمان بن عبد العزيز آل سعود أميرًا لمنطقة الرياض للفترة الثانية والتي استمرت إلى عام 2011 م.[1]
- مشعل بن عبد العزيز آل سعود، أميراً لمنطقة مكة المكرمة بين أعوام (1963 – 1970).
- أسعد عبد العزيز الزهير، قائداً لسلاح الطيران في القوات الجوية الملكية السعودية.

### إعفاءات
- إعفاء الأمير فيصل بن تركي الأول بن عبد العزيز آل سعود من منصب وزير الداخلية.

## أحداث
- تأسيس مؤسسة اليمامة الصحفية.
- افتتاح جسر الجمرات.
- إنشاء قوات الطوارئ الخاصة السعودية.
- تأسيس نادي منيف وهو نادي كرة قدم سعودي من منطقة الحجاز، غرب السعودية تأسس على يد الأستاذ / سعد السعدون. أطلق عليه اسم منيف نسبة إلى قصر منيف الشهير ب مدينة تربة الذي تهدم أكثر أجزائه أثناء معركة تربة.[2]
- علي حمزة يصبح قائد لنادي الأهلي السعودي.
- تأسيس المدرسة الأمريكية الدولية في الرياض (بالإنجليزية: American International School – Riyadh) ، و هي مدرسة أمريكية دولية تعتمد على المنهج التعليمي الأمريكي في العاصمة السعودية الرياض، وتقوم بتدريس طلبة الجالية الأمريكية وبلدان أخرى، يبلغ عدد الطلبة حوالي 1522 طالب وطالبة. [3][4][5]

- تأسيس مستشفى الملك خالد في محافظة الخرج وبسعة 100 سرير.
- تأسيس الاتحاد السعودي للدراجات، وهو الجهة الراعية لرياضة ركوب الدراجات في المملكة العربية السعودية، يرأسه عبد الله بن علي الوثلان، ويشرف عليه اللجنة الأولمبية العربية السعودية ووزارة الرياضة، للاتحاد عدد من مراكز التدريب في بعض مناطق المملكة مثل مركز تدريب حائل، مركز تدريب جازان، مركز تدريب المدينة المنورة، ويقيم عدد من البطولات الداخلية والخارجية داخليًا مثل بطولة “درع الاتحاد” وخارجيًا مشاركة المنتخب السعودي للدراجات في المعسكرات الدولية.[6]
- مجلس الوزراء يقر مشروعاً بإنشاء التلفزيون في المملكة على مرحلتين: الأولى بناء محطتين مؤقتتين في الرياض وجدة. الثانية إنشاء نظام تلفزيوني متكامل على أسس أكثر تطوراً.[7]
- حسن بن عبدالله آل الشيخ الكاتب والوزير السعودي ينشر أول إصداراته وهي عبارة عن مجموعة مقالات تتناول البناء السليم للمجتمع بعنوان (دورنا في الكفاح). [8]
- افتتاح أول مدرسة ثانوية نظامية للبنات في عهد الملك سعود بن عبدالعزيز آل سعود وقد ضمت 21 طالبة. [9]
- مجلس الوزراء يصدر قراراً يقضي بتطوير ديوان الموظفين العام التابع لوزارة الخدمة المدنية وتحديد المجالات العامة لاختصاصاته ورفع مرتبة رئيسه إلى مرتبة وزير وارتباطه مباشرة برئيس مجلس الوزراء.
- افتتاح أول مركز للتدريب المهني في المملكة وقد كان في مدينة الرياض برعاية الملك فيصل آل سعود تشجيعًا منه لهذا النوع من التعليم الذي بات في زمن انتقلت فيه الزراعة والصناعة إلى نمط الزراعة الحديثة إلى جانب إقبال الشباب على ذلك. وتهدف الإدارة العامة للتدريب المهني التابعة لوزارة العمل والشؤون الاجتماعية في ذلك الحين إلى الإسراع في إنشاء مراكز التدريب والإعداد المهني، مع توسعة المراك القائمة لتوفي أكبر عدد ممكن من الحرفيين السعوديين؛ لتلبية احتياج القطاع العام والخاص من العمال المهرة وشبه المهرة. [10]
- تأسيس المجموعة السعودية للأبحاث والاعلام وهي شركة مساهمة سعودية، على يد الأخوين هشام حافظ ومحمد علي حافظ، وتم مؤخرا تعيين جمانا الراشد رئيسا تنفيذيا للمجموعة.مقرها الرئيسي في مدينة الرياض بالمملكة العربية السعودية. نشاطها الأساسي توفير الخدمات والمنتجات الإعلامية راقية المضمون عبر إصدار الصحف والمجلات للقراء في بلاد العرب وفي العالم كله. هذا بالإضافة إلى النشاط التجاري العام والدعاية والإعلان والإنتاج والتوزيع والمصنفات الفكرية والعلمية. تضم «المجموعة السعودية للأبحاث والتسويق» العديد من الشركات العاملة في المجال الإعلامي والصحفي (النشر، التوزيع، الإعلان والطباعة).[11]
- إصدار مجلة الرابطة العربية بمكة المكرمة من رابطة العالم الإسلامي، وقد صدر العدد الأول من المجلة في ربيع الأول من عام 1383هـ/يوليو 1963م بمقاس 24×18سم، و64 صفحة، 43 منها باللغة العربية و21 صفحة بلغات أخرى، وقد تزين غلاف المجلة بصورة المسجد الحرام، وتتوسطه الكعبة المشرفة، وقد كُتب اسم المجلة «رابطة العالم الإسلامي» في أعلى الغلاف الملون، وتحته كُتب «مجلة شهرية..تصدر بمكة المكرمة..» ويحيط بعنوان المجلة مربعان الأول وكُتب فيه «أصحاب الامتياز: رابطة العالم الإسلامي..رئيس التحرير المسؤول حسين عبد الله سراج» والمربع الثاني كُتب فيه العنوان، الرسائل، والتحاويل باسم رئيس التحرير..رابطة العالم الإسلامي.[12]

- تأهل نادي النصر إلى الدرجة الأولى بعد فوزه التاريخي على شباب مكة بهدف سجله اللاعب ميرزا أمان. [13]
- تأسس نادي الشعلة بمدينة السيح رسمياً بعد دمج نادي الشباب والنور بنادي واحد وسمي نادي (الخرج) كونه النادي الوحيد على مستوى المنطقة في ذلك الوقت وقد اختار منسوبو النادي اللون (الأصفر والأخضر) شعاراً للنادي.
- تأسيس شركة الدريس للخدمات البترولية والنقليات والمتخصصة بتجارة المنتجات البترولية والبيع بالتجزئة للعملاء.

### يناير
- 16: عودة العلاقات الدبلوماسية بين بريطانيا والسعودية بعد قطيعة استمرت أكثر من سبع سنوات.[14]

### سبتمبر
- 23: تأسيس «كلية البترول والمعادن» في الظهران، والتي أصبحت فيما بعد «جامعة الملك فهد للبترول والمعادن».[14]

### أكتوبر
- 3: القيام بعمل تنظيم جديد للتقسيم الإداري للمناطق في السعودية، حيث أصبحت خمس مناطق وهي نجد والحجاز والأحساء وعسير ونجران، وتوسيع الصلاحيات لكل منطقة بهدف إقامة نظام شورى يوافق الشريعة الإسلامية.[15]

## مواليد
- الأمير نواف بن ناصر بن عبدالعزيز آل سعود.
- عبد الله بن محمد بن عبد الله المطرود، قارئ وإمام وخطيب.

### يونيو
- 20: عبد العزيز بن أحمد بن عبد العزيز آل سعود، الابن الأكبر للأمير أحمد بن عبد العزيز آل سعود.

### نوفمبر
- 18: يوسف الثنيان، لاعب كرة قدم سابق.[16]